# 28004 Terakawa
28004 Terakawa este un asteroid din centura principală de asteroizi.

## Descriere
28004 Terakawa este un asteroid din centura principală de asteroizi. A fost descoperit pe 2 decembrie 1997 la Susono de Makio Akiyama. El prezintă o orbită caracterizată de o semiaxă mare de 2,78 ua, o excentricitate de 0,19 și o înclinație de 9,0° în raport cu ecliptica.